# 大島站 (岐阜縣)

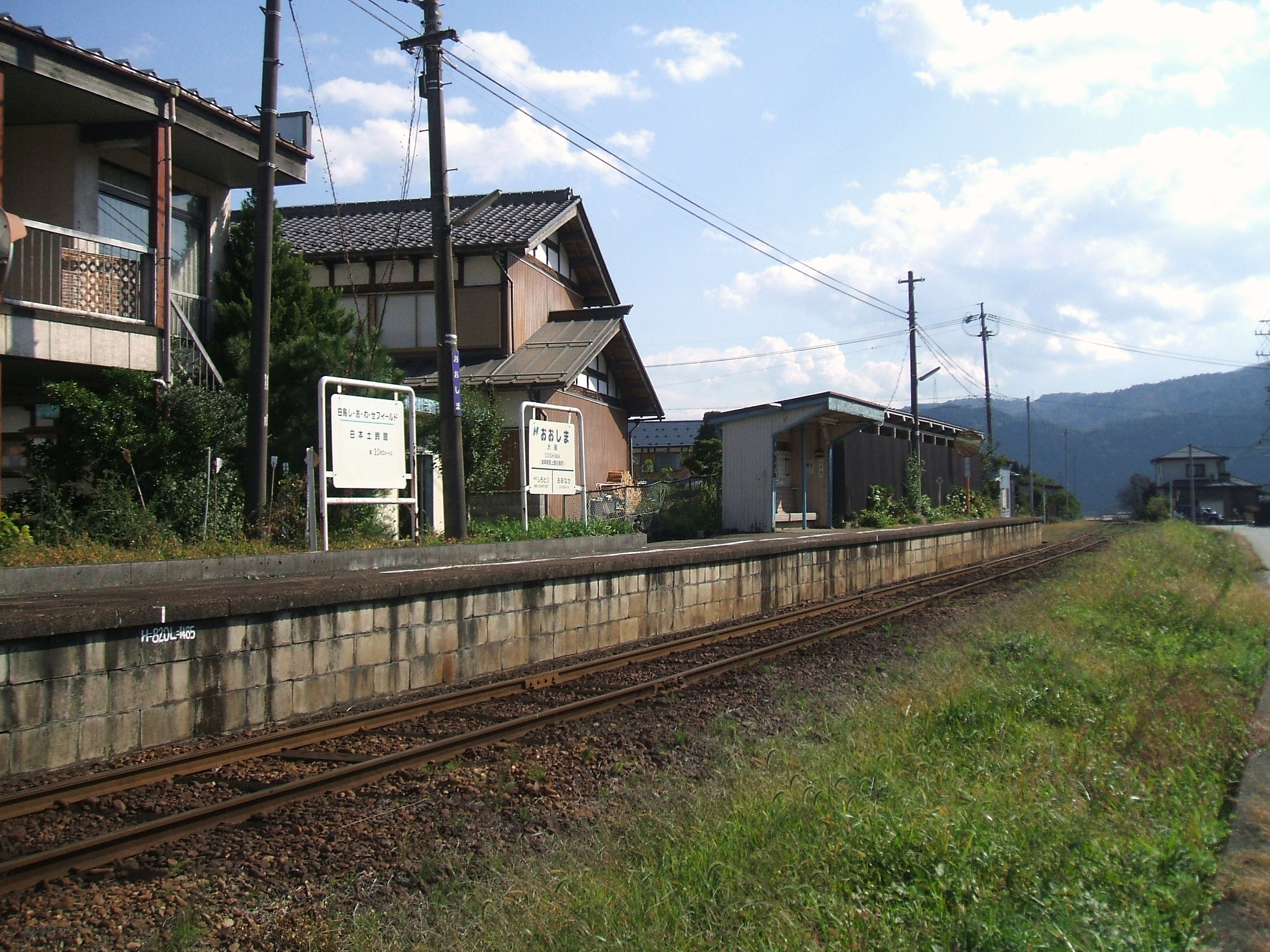
月台(2009年10月)

大島站（日语：／ Ōshima eki */?）是位於岐阜縣郡上市白鳥町大島，長良川鐵道的越美南線車站。車站編號是33。

## 歷史
- 1955年（昭和30年）3月1日 - 國鐵車站啟用[1]。為旅客車站。
- 1986年（昭和61年）12月11日 - 國鐵越美南線由長良川鐵道接管，成為長良川鐵道車站[1]。

## 車站構造
本站是地面車站，設有1面1線單式月台。車站大樓十分細小，大樓內只有候車室。站前沒有停車場，在美濃太田方向月台後方設有單車停泊處。此站沒有廁所和自動售票機。月台上設有有蓋候車室。車站入口沒有明顯指示牌，入口位於兩間民居之間。

## 使用狀況
| 年度               | 1日平均 乘車人次 | 1日平均 乘車人次 |
| ------------------ | ---------------- | ---------------- |
| 2011年（平成23年） | 6                |                  |
| 2012年（平成24年） | 5                |                  |
| 2013年（平成25年） | 7                |                  |
| 2014年（平成26年） | 14               |                  |
| 2015年（平成27年） | 6                |                  |

## 車站周邊
- 長良川
- 日本土鈴館（日语：日本土鈴館） - 一間博物館內展示了約25,000個的土鈴（日语：土鈴）。車站步行15分鐘。
- JA Megu美濃 白鳥分店
- A-Coop（日语：Aコープ）奧美濃
- 白鳥交流道
- 國道156號
- 岐阜縣道82號白鳥明寶線（日语：岐阜県道82号白鳥明宝線）
- 岐阜縣道52號白鳥板取線（日语：岐阜県道52号白鳥板取線）

此站是郡上市白鳥町東部方向(為舊牛道村)入口。此站沒有前往該方向的公共交通路線（在80年代前曾經設有）。鄰站美濃白鳥站設有市營需求巴士，班次十分少並只於平日服務。

## 相鄰車站
長良川鐵道
越美南線
大中（32）－大島（33）－美濃白鳥（34）

## 注腳
1. 1 2 3  曾根悟（監修）. 朝日新聞出版分冊百科編集部（編集） , 编. . 週刊朝日百科. 26号 長良川鉄道・明知鉄道・樽見鉄道・三岐鉄道・伊勢鉄道. 朝日新聞出版. 2011-09-18: 10-11 （日语）.

## 外部連結
- 大島站｜【官方網站】長良川鐵道株式會社 （页面存档备份，存于）（日語）